# People Need Love
Singles de Björn & Benny, Agnetha & Anni-Frid
He Is Your Brother
(1972)
People Need Love est une chanson du groupe pop suédois ABBA, connu à l'époque sous le nom de « Björn & Benny, Agnetha & Anni-Frid ». C'est le premier single du groupe, sorti le 1er juin 1972 sur le label Polar Music et figure sur le premier album d'ABBA, Ring Ring, sorti en 1973. En dehors de la Scandinavie, le single est sorti aux États-Unis sur le label Playboy Records, en France chez Vogue et ailleurs en Europe chez Polydor.

## Composition
Comme la majorité des chansons d'ABBA, People Need Love est écrite et composée par les deux membres masculins du groupe, Benny Andersson et Björn Ulvaeus. Michael Tretow est l'ingénieur du son pour la chanson qui a cherché à créer un mur de son à la Phil Spector. La chanson commence dans la tonalité de si majeur et module jusqu'à do♯ majeur pour le refrain final. Elle est enregistrée le 29 mars 1972 aux studios Metronome à Stockholm, en Suède.
Bien que leur premier album n'ait pas attiré l'attention du monde entier, il suit certains standards du style d'ABBA. La ballade parle de ce que les gens peuvent s'offrir les uns aux autres pour rendre leur vie plus facile et créer un monde meilleur.

## Réception
En Suède, il atteint la 17e place du Kvällstoppen. Il s'agit du premier disque du quatuor à se classer aux États-Unis, où il atteint la 114e place du Top 100 du magazine Cash Box et la 117e place du classement de Record World. La version américaine publiée chez Playboy Records présente le groupe comme « Bjorn & Benny (avec Svenska Flicka) » et, selon le manager d'ABBA, Stig Anderson, aurait pu être un succès américain bien plus important si le label avait pu répondre à la demande des détaillants et des programmateurs de radio.
Aux Pays-Bas et en Belgique, le single est sorti en août 1973 pour faire suite au single Ring Ring, qui a connu un grand succès. Il n'a cependant pas eu le succes escompté, atteignant la 47e place du Top 50 de Radio Noordzee, le service néerlandais de Radio North Sea International et la 43e place du Nationale Hitparade.
Le magazine musical américain Record World note en septembre 1972 le « son agréable » de la chanson et suggère qu'il pourrait s'agir du « premier grand succès du label [Playboy] ».

## Liste des titres
| A. | People Need Love             | 2:44 |
| B. | Merry-Go-Round (En karusell) | 3:24 |

## Crédits
- Agnetha Fältskog – chant et chœurs
- Anni-Frid Lyngstad – chant et chœurs
- Björn Ulvaeus – guitare acoustique, chant et chœurs
- Benny Andersson – piano, claviers, chant et chœurs

Musiciens additionnels
- Ola Brunkert – batterie
- Mike Watson – basse
- Janne Schaffer – guitare électrique

Production
- Björn Ulvaeus et Benny Andersson – producteurs[8]
- Michael Tretow – ingénieur du son[2]

## Classements
| Classement (1972)                       | Meilleure position |
| --------------------------------------- | ------------------ |
| États-Unis (Cash Box Top 100)           | 114                |
| États-Unis (Record World Singles Chart) | 117                |
| Pays-Bas (Nationale Hitparade)          | 43                 |
| Suède (Kvällstoppen)                    | 17                 |